# Texas-Einhornmantis
Die Texas-Einhornmantis oder nur Einhornmantis (Phyllovates chlorophaea) ist eine Fangschrecke aus der Familie der Mantidae. Ihre Trivialbezeichnungen verdankt die Art ihrem Verbreitungsgebiet und ihrer markanten Erscheinung.

## Merkmale

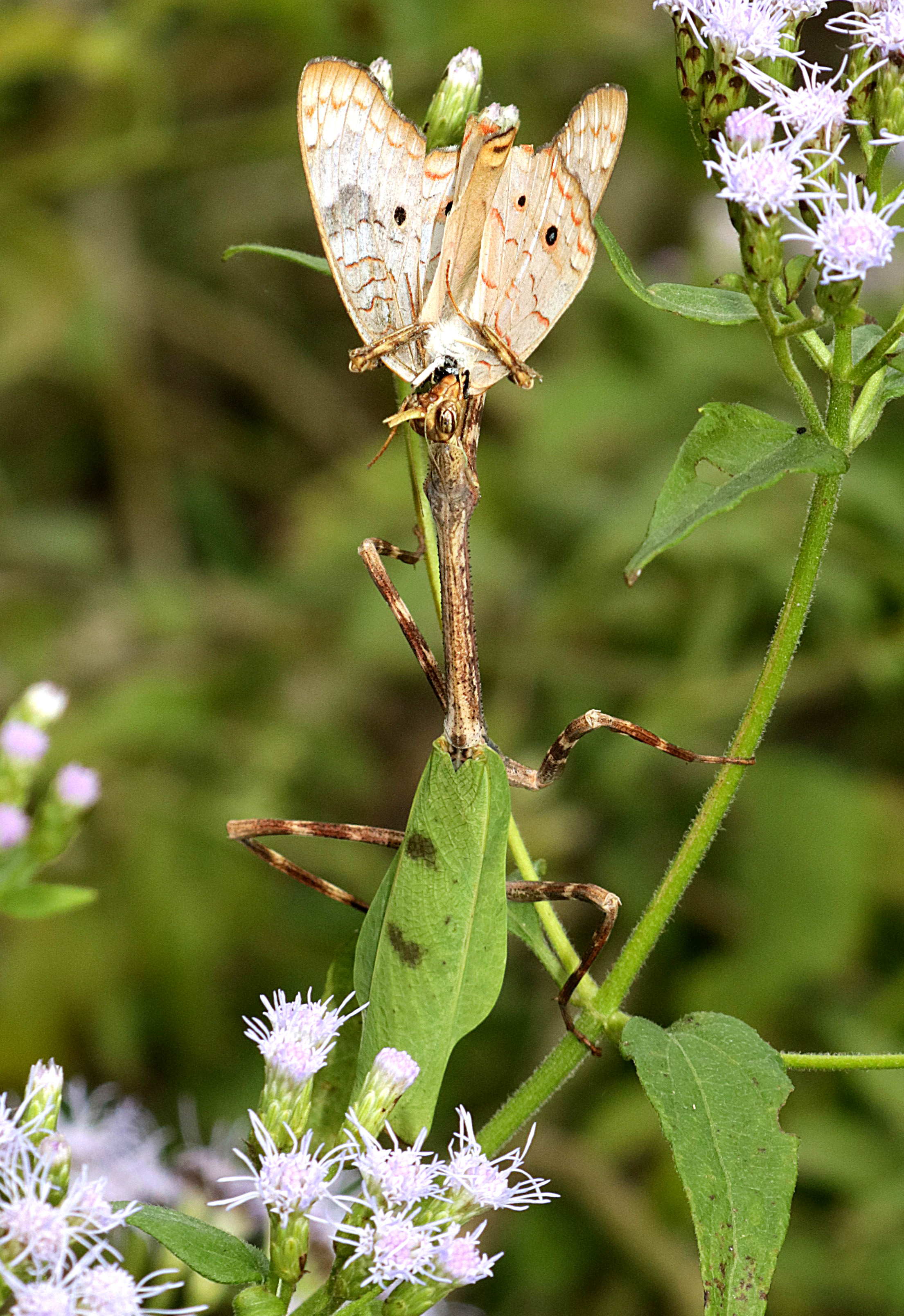
Draufsicht des gleichen Weibchens mit einem erbeuteten Falter (Anartia jatrophae)

Weibchen der Texas-Einhornmantis erreichen eine Körperlänge von etwa 80, Männchen eine von gut 70 Millimetern. Die Grundfärbung der Art ist braun, wobei die Beine zusätzlich mehrere helle und herausstechende Ringel tragen. Die Flügel sind hellgrün und imitieren Blätter. Ihren Namen erhält die Texasmantis durch zwei hornartige Fortsätze zwischen den Fühlern, die allerdings sehr dicht beieinander stehen, sodass der Eindruck entsteht, es handle sich um ein Horn. Aufgrund dessen können die Trivialnamen etwas irreführend sein. Ein für Fangschrecken gewöhnlicher Sexualdimorphismus ist neben der Endgröße die Anzahl der Sternite. Beim Weibchen beträgt deren Anzahl sechs und beim Männchen acht. Außerdem ist auch bei der Texas-Einhornmantis nur das Männchen flugfähig. Ein weiterer bei der Art vorhandener Unterschied beider Geschlechter sind die Fühler, die beim Männchen länger als die des weiblichen Gegenstücks ausfallen und dazu auch einen leicht fedrigen Aufbau besitzen.

### Ähnliche Arten
Die Texas-Einhornmantis ähnelt der näher verwandten (Zugehöriger Tribus: Vatini) und gelegentlich unter denselben Trivialbezeichnungen bekannten Pseudovates arizonae. Diese hat aber im Gegensatz zur Texas-Einhornmantis eine dunklere Färbung einschließlich der Ringel und Läppchen an den Schreitbeinen sowie an dem Abdomen. Eine Verwechslung in freier Natur ist allerdings zumindest in den Vereinigten Staaten bedingt durch die Verbreitungsgebiete beider Arten unwahrscheinlich (s. Kapitel "Vorkommen").

## Vorkommen
Die zentral- und teils nordamerikanische Texas-Einhornmantis bewohnt neben dem US-Staat Texas auch Mexiko, Guatemala, Costa Rica und Panama. In Texas bewohnt die Art überwiegend den südlichen Teil des Staates und, wodurch sich das Verbreitungsgebiet in den Vereinigten Staaten mit dem von Pseudovates arizonae unterscheidet, da diese dort lediglich im zentralen Süden und im Südosten des Bundesstaates Arizona nachgewiesen ist. Als Habitat der Texas-Einhornmantis dienen überwiegend verschiedene warme und trockene Gebiete, wo die Fangschrecke die Vegetation bewohnt.

## Lebensweise

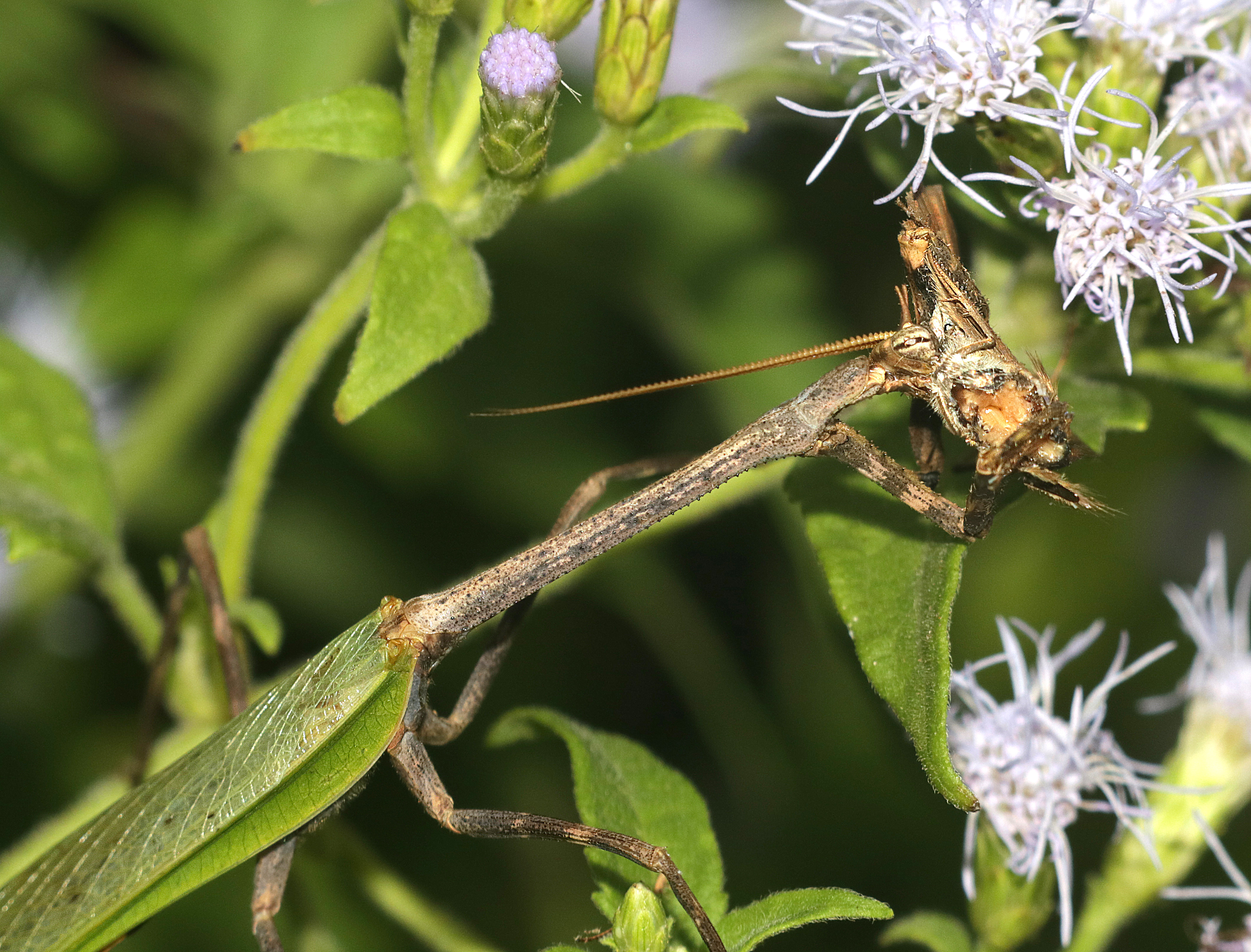
Nahaufnahme desselben Weibchens wie oben mit einem erbeuteten Falter

Die Texas-Einhornmants lebt wie viele Fangschrecken als Lauerjäger gut getarnt in ihrem Habitat und erbeutet dort verschiedene andere Gliederfüßer, wobei sich die Art überwiegend auf Fluginsekten spezialisiert hat. Wie andere Fangschrecken kann sich die Texas-Einhornmantis mit einer Drohgebärde verteidigen.

### Fortpflanzung

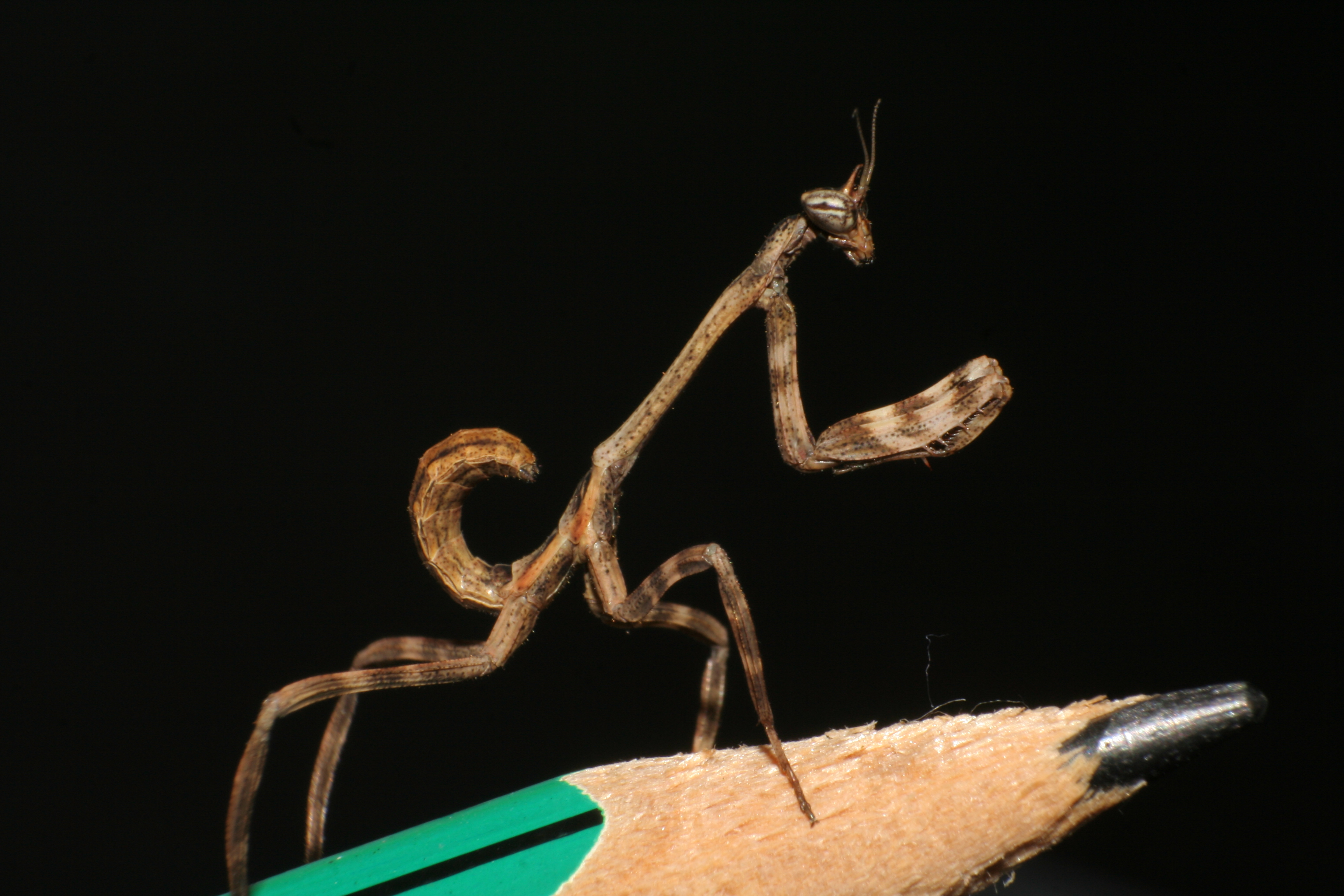
Nymphe

Das Weibchen erreicht seine Geschlechtsreife drei Wochen nach der Adulthäutung, das Männchen bereits zwei Wochen nach dieser. Seine erste Oothek legt das Weibchen etwa drei bis vier Wochen nach der letzten Häutung ab. Das Fortpflanzungsverhalten der Texas-Einhornmantis weicht nicht weiter von dem anderer Fangschrecken ab, sodass auch hier ein kannibalistisches Verhalten seitens des Weibchens auftreten kann. Die Kopulation dauert bis zu drei Stunden. Sieben bis Tage nach der Paarung legt das Weibchen die erste befruchtete Oothek. Die Oothek der Texas-Einhornmantis ist von runder Form und braunroter Färbung. Insgesamt sechs befruchtete Ootheken kann ein Weibchen in einem Abstand von 14 Tagen ablegen. Nach vier bis sechs Wochen schlüpfen aus diesen bis zu 50, meist aber 30 Jungtiere, die wie bei hemimetabolen Insekten einschließlich aller anderen Fangschrecken üblich über mehrere Häutungen heranwachsen. Während die Lebensdauer des Weibchens bis zu etwa einem Jahr betragen kann, liegt die der Männchen deutlich darunter.

## Terraristik
Die Texas-Einhornmantis ist wie einige andere Fangschrecken bedingt durch ihr charakteristisches Erscheinungsbild ein beliebtes Terrarientier und wird überdies auch nachgezüchtet. Die erfolgreiche Haltung wird aber über die höheren Ansprüche an Wärme und dem überwiegend auf Fluginsekten beschränkten Beutespektrum erschwert. Positiv hervorzuheben ist, dass die Texas-Einhornmantis eine im Gegensatz zu anderen Fangschrecken geringe innerartliche Aggressivität aufweist, wodurch bei ausreichendem Nahrungsangebot in einem dafür passenden Behältnis (vorzugsweise ein Terrarium) auch mehrere Tiere gehalten werden können.

## Systematik
Erstbeschreiber Charles Émile Blanchard gab der Texas-Einhornmantis 1836 die Bezeichnung Mantis chlorophaea. Unter Henri Louis Frédéric de Saussure wurde die Art 1859 in die Gattung Theoclytes umgestellt, behielt aber ihren Artennamen. Saussure und Leo Zehntner gaben der Art 1894 den Namen Theoclytes maya (heute als Synonym Phyllovates maya gebräuchlich) und William Forsell Kirby 1904 das Synonym Theoclytes azteca, wobei auch diese Bezeichnung heute als Phyllovates azteca Verwendung findet. James Abram Garfield Rehn ordnete die Texas-Einhornmantis 1911 in die Gattung Phyllovates ein. Als homotypisches Synonym trägt die Art auch die Bezeichnung Pseudovates chlorophaea sowie die beiden zuvor genannten Synonyme unter diesem Gattungsnamen.

## Galerie

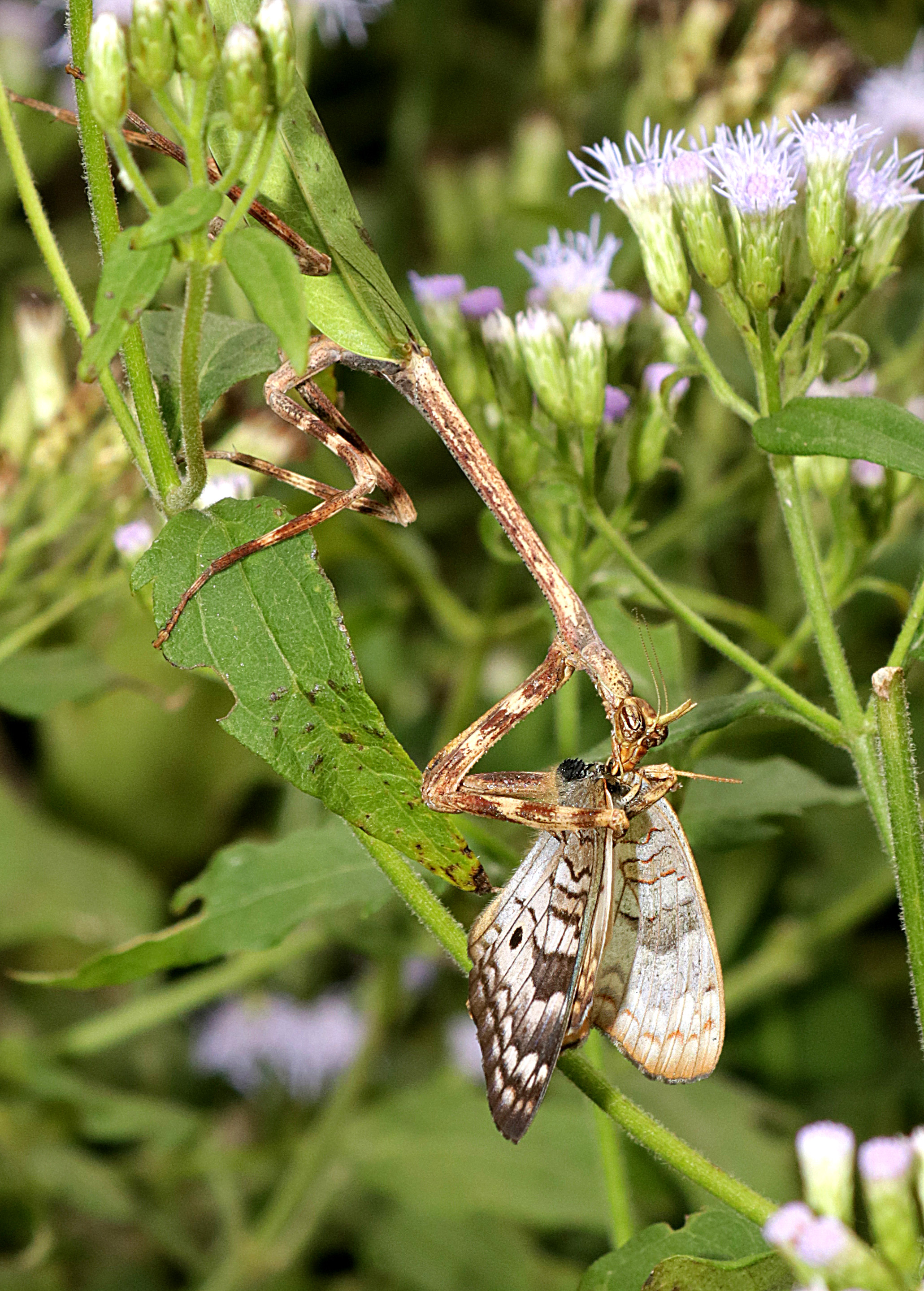
Weitere Ansicht des zuvor gezeigten Weibchens mit dem erbeuteten Falter
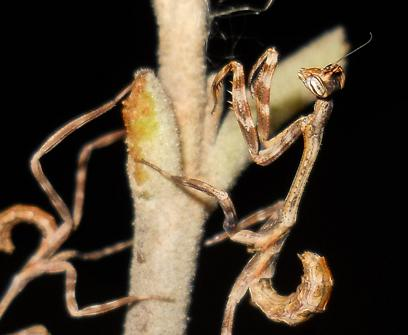
Zwei Nymphen an einem Stengel